# Абразив
Абразѝв (на френски: abrasif – шлифовален) – е ситнозърнесто или прахообразно вещество с голяма твърдост и кристална структура, употребявано за механична обработка на различни материали чрез отнемане на тънки слоеве от него, посредством технология, позволяваща прецизно достигане на размери и повърхнини на обработваните детайли. Съществуват различни технологични операции – заточване, рязане, шлифоване, полиране, хонинговане и др.
- Естествени – кварц, корунд, диамант, шмиргел;
- Изкуствени – синтетичен корунд, карборунд, боров карбид и интрид (боразон).

## Приложение
Абразивът играе важна роля в специализираните режещи инструменти и машини, където стандартната стомана би се износила прекалено бързо при обработката на твърди материали. Много често абразивът покрива само работните повърхности на инструмента, докато в други случаи той е изработен изцяло от абразивния материал.
Абразиви от по-меки вещества се използват и в някои почистващи препарати и полиращи продукти.